# Wewnętrzna stopa zwrotu
Wewnętrzna stopa zwrotu (ang. internal rate of return – IRR) – metoda oceny efektywności projektów inwestycyjnych.
Metoda IRR należy do kategorii dynamicznych metod oceny projektów inwestycyjnych. Uwzględnia ona zmiany wartości pieniądza w czasie i jest oparta na analizie zdyskontowanych przepływów pieniężnych.
Wskaźnik IRR jest stopą dyskontową, przy której wskaźnik NPV = 0.

## Wzór
Obliczenie wartości IRR polega więc na znalezieniu takiej wartości stopy dyskontowej {\displaystyle r,} która spełnia warunek:
{\displaystyle \sum _{t=1}^{n}{\frac {CF_{t}}{(1+r)^{t}}}-I_{0}=0,}
gdzie:
- {\displaystyle CF_{t}} – przepływy gotówkowe w okresie t,
- {\displaystyle r} – stopa procentowa,
- {\displaystyle I_{0}} – nakłady początkowe w okresie zero,
- {\displaystyle t} – kolejne okresy (najczęściej lata) eksploatacji inwestycji

Powyższa formuła ma zastosowanie przy stałej stopie dyskonta w rozpatrywanym okresie. W przypadku ogólnym, gdy stopa ta nie jest stała, saldo przepływów finansowych należy dyskontować odrębnie dla każdego okresu z daną stopą dyskonta.

## Przykład

### Przykład podstawowy
Dana jest inwestycja, generująca w kolejnych okresach (latach) następujące przepływy pieniężne (wartości w PLN):
| Okres | Przepływ pieniężny |
| ----- | ------------------ |
| 0     | –5000              |
| 1     | 1000               |
| 2     | 2000               |
| 3     | 3000               |
| 4     | 4000               |
| 5     | 5000               |

Po podstawieniu do wzoru:
{\displaystyle 0=-5000+{\frac {1000}{(1+r)}}+{\frac {2000}{(1+r)^{2}}}+{\frac {3000}{(1+r)^{3}}}+{\frac {4000}{(1+r)^{4}}}+{\frac {5000}{(1+r)^{5}}},}
gdzie:
{\displaystyle r} = wartość IRR
Po obliczeniu wartość IRR wynosi: 38,16%.
Interpretacja: Załóżmy, że przepływ pieniężny w okresie 0 (wydatek) jest finansowany przy udziale zewnętrznego kapitału (kredyt/emisja akcji etc.) i koszt tego kapitału wyniósł 30%. Obliczenie IRR wskazało, że wydatek w okresie 0 jest równy przepływom w latach kolejnych przy IRR=38,16%, co oznacza, że inwestycja zapewnia wyższą stopę zwrotu niż koszt kapitału 30%<38,16% i tym samym inwestycja jest opłacalna. W przypadku gdy koszt kapitału wyniósłby 40%, to 40%>38,16% i należałoby zaniechać inwestycji w projekt, gdyż jest on nieopłacalny.
W tym przykładzie doszło do jednorazowej zmiany znaków występujących przepływów pieniężnych i możliwa jest tylko jedna wartość IRR.

## Właściwości IRR
- Stopa IRR jest wielkością przy której NPV = 0,
- Dane przepływy pieniężne posiadają tyle wartości IRR ile w danym przepływie inwestycyjnym następuje zmian znaków,
- Możliwa jest sytuacja, gdy wartość IRR dla danego przepływu nie może zostać obliczona.

## Wady metody IRR
- Odrzuca lub aprobuje tylko pojedyncze projekty.
- Trudności w hierarchizowaniu przedsięwzięć o różnej skali.
- Nie może być stosowana do oceny inwestycji o niekonwencjonalnym przepływie pieniędzy.

## Opłacalność projektu na podstawie metody IRR
Projekt inwestycyjny jest opłacalny wtedy, gdy stopa IRR jest równa lub większa stopie granicznej (np. realne oprocentowanie kredytu). Im wyższy poziom IRR od stopy granicznej, tym wyższa opłacalność projektu inwestycyjnego.